# بولکس
بولکس (انگلیسی: Bolex) شرکت الکترونیک سوئیسی است، که در سال ۱۹۲۵ تأسیس شد.